# Championnat du Rwanda de football 2008-2009
Navigation
Saison précédente Saison suivante
La saison 2008-2009 du Championnat du Rwanda de football est la cinquante-huitième édition du championnat de première division au Rwanda. Les douze meilleures équipes du pays sont regroupées au sein d’une poule unique où ils s’affrontent deux fois au cours de la saison, à domicile et à l’extérieur. En fin de saison, les deux derniers du classement sont relégués et remplacés par les deux meilleurs clubs de deuxième division.
C'est l'APR FC qui est sacré cette saison après avoir terminé en tête du classement final, ne devançant qu’à la différence de buts le triple du titre, ATRACO Football Club. Il s’agit du dixième titre de champion du Rwanda de l’histoire du club. 

## Qualifications continentales
Le champion du Rwanda se qualifie pour la Ligue des champions de la CAF 2010 tandis que son dauphin obtient son billet pour la Coupe de la confédération 2010. De plus, les deux premiers du classement se qualifient pour la Coupe Kagame inter-club 2010 en compagnie d'ATRACO Football Club, tenant du trophée.

## Les clubs participants
| - APR FC - Rayon Sports FC - Police FC - Kiyovu Sports Association - Mukura Victory Sports FC - AS Kigali | - Electrogaz Football Club - Amagaju FC - Promu de D2 - Marines FC - La Jeunesse Football Club - Promu de D2 - ATRACO Football Club - Kibuye FC |

## Compétition
Le barème utilisé pour établir le classement est le suivant :
- Victoire : 3 points
- Match nul : 1 point
- Défaite : 0 point

### Classement
| Rang | Équipe                    | Pts | J  | G  | N  | P  | Bp | Bc | Diff |
| ---- | ------------------------- | --- | -- | -- | -- | -- | -- | -- | ---- |
| 1    | APR FCC                   | 51  | 22 | 16 | 3  | 3  | 53 | 13 | +40  |
| 2    | ATRACO Football ClubT CK  | 51  | 22 | 16 | 3  | 3  | 48 | 12 | +36  |
| 3    | Rayon Sports FC           | 46  | 22 | 13 | 7  | 2  | 38 | 15 | +23  |
| 4    | AS Kigali                 | 28  | 22 | 8  | 4  | 10 | 22 | 29 | -7   |
| 5    | Electrogaz Football Club  | 27  | 22 | 8  | 3  | 11 | 30 | 30 | 0    |
| 6    | Marines FC                | 26  | 22 | 7  | 5  | 10 | 19 | 29 | -10  |
| 7    | Mukura Victory Sports FC  | 25  | 22 | 5  | 10 | 7  | 19 | 22 | -3   |
| 8    | Police FC                 | 25  | 22 | 6  | 7  | 9  | 24 | 39 | -15  |
| 9    | Kiyovu Sports Association | 24  | 22 | 6  | 6  | 10 | 21 | 27 | -6   |
| 10   | Amagaju FCP               | 24  | 22 | 6  | 6  | 10 | 20 | 32 | -12  |
| 11   | Kibuye FC                 | 22  | 22 | 5  | 7  | 10 | 20 | 37 | -17  |
| 12   | La Jeunesse FCP           | 14  | 22 | 3  | 5  | 14 | 16 | 45 | -29  |

|  | Qualification pour la Ligue des champions de la CAF 2010                                                                  |
|  | Qualification pour la Coupe de la confédération 2010                                                                      |
|  | Relégation directe en deuxième division                                                                                   |
|  | T : Tenant du titre CK : Vainqueur de la Coupe Kagame inter-club 2009 C : Vainqueur de la Coupe du Rwanda P : Promu de D2 |

## Bilan de la saison
| Championnat du Rwanda de football 2008-2009 |                                        |
| Champion                                    | APR FC (10e titre)                     |
| Coupes et trophées                          |                                        |
| Vainqueur de la Coupe du Rwanda 2008-2009   | ATRACO Football Club                   |
| Qualifications continentales                |                                        |
| Ligue des champions de la CAF 2010          | APR FC                                 |
| Coupe de la confédération 2010              | ATRACO Football Club                   |
| Coupe Kagame inter-club 2010                | ATRACO Football Club (tenant du titre) |
| Coupe Kagame inter-club 2010                | APR FC                                 |
| Coupe Kagame inter-club 2010                | Rayon Sports FC                        |
| Promotions et relégations                   |                                        |
| Promus en Première division                 | Etincelles FC                          |
| Promus en Première division                 | Musanze FC                             |
| Relégués en Deuxième division               | Kibuye FC                              |
| Relégués en Deuxième division               | La Jeunesse FC                         |